# Коросо, Риксон
Ри́ксон Хавье́р Коро́со Урта́до (исп. Rixon Javier Corozo Hurtado; род. 8 августа 1981, Эсмеральдас, Эквадор) — бывший эквадорский футболист, вратарь, наиболее известный по выступлениям за клуб «Эль Насьональ». Провёл один матч за национальную сборную Эквадора.

## Клубная карьера
Риксон начинал свою карьеру в клубе «Депортиво Румания», откуда в 1998 году он перебрался в «Эль Насьональ». Голкипер провёл четыре сезона в молодёжной команде нового клуба. В 2002 году Риксон был арендован «ЭСПОЛИ», за который он провёл свои первые четыре игры в чемпионате Эквадора. Вернувшись в «Эль Насьональ» в 2003 году, Риксон стал вторым вратарём клуба. В 2004 году он дебютировал в южноамериканских кубках: 2 марта голкипер заменил Освальдо Ибарру на 61-й минуте и пропустил один гол от аргентинского «Индепендьенте» в матче Кубка Либертадорес, а две недели спустя в поединке с этой же командой сохранил свои ворота в неприкосновенности. В 2005 и 2006 годах Риксон в составе «Эль Насьоналя» становился чемпионом Эквадора. Он выступал за этот клуб до окончания сезона-2010. В 2011 году Риксон стал игроком «Индепендьенте дель Валье», за который отыграл две встречи в рамках эквадорского первенства. Сезон-2012 он провёл в качестве запасного вратаря столичной «Америки». После ухода из этой команды Риксон завершил свои выступления.

## Международная карьера
Риксон сыграл один матч за национальную сборную Эквадора. Это была товарищеская встреча против сборной Мексики, состоявшаяся 10 марта 2004 года: он вышел на поле после перерыва и не пропустил ни одного гола за остаток игры.

### Международная статистика
| Матчи Риксона Коросо за национальную сборную Эквадора | Матчи Риксона Коросо за национальную сборную Эквадора | Матчи Риксона Коросо за национальную сборную Эквадора | Матчи Риксона Коросо за национальную сборную Эквадора | Матчи Риксона Коросо за национальную сборную Эквадора | Матчи Риксона Коросо за национальную сборную Эквадора |
| №                                                     | Дата                                                  | Оппонент                                              | Счёт                                                  | Соревнование                                          |                                                       |
| ----------------------------------------------------- | ----------------------------------------------------- | ----------------------------------------------------- | ----------------------------------------------------- | ----------------------------------------------------- | ----------------------------------------------------- |
| 1                                                     | 10 марта 2004                                         | Мексика                                               | 1:2                                                   | Товарищеский матч                                     |                                                       |

Итого: 1 матч и 0 пропущенных голов; 0 побед, 0 ничьих, 1 поражение.

## Достижения
«Эль Насьональ»
- Чемпион Эквадора (2): 2005 (Клаусура), 2006